# Abellola
Abellola (en xurro, Castellar d'Abejuela; en castellà i oficialment, Abejuela) és una localitat de la comarca Gúdar-Javalambre, situat al centre dede la Serra de Javalambre. És el municipi més al sud de tot Aragó. Aquest municipi va formar part del Regne de València.

## Geografia
Situada al peu de muntanya més oriental de la Serra de Javalambre, Abellola (a 1167 metres d'altitud), que està a la província de Terol (distant 79 quilòmetres de la capital, Terol), és al límit entre les províncies de València (de la capital de la qual dista 78 quilòmetres) i Castelló. És el poble més meridional de Terol i d'Aragó.
Administrativament limita al nord amb Manzanera, al sud ia l'oest amb La Iessa, Xelva, i Figueroles de Domenyo; ia l'est amb Andilla i El Toro.
Es localitza al costat de la rambla d'Abellola, que recull les aigües pluvials i les canalitza cap al riu Túria. La població està envoltada de serres calcàries de cims aplanades per superfícies erosives amb altures entre 1400-1600 metres en què creixen  pins (entre els quals destaquen els pertanyents a la família dels Pinus nigra), savines (entre les que domina la savina turífera o Juniperus thurifera), i  ginebres. El bec més alt és el Turó Negre amb 1 684 metres d'altitud.
Compta amb una entitat singular de població, la pedania de La Cervera, situada a uns 8 quilòmetres, que és totalment deshabitada, degut entre altres raons per la manca de subministrament de llum i aigua potable. Exercia un paper important en l'economia d'Abellola, ja que en comptar amb un clima més benigne, sobretot a l'hivern, permetia seguir amb la pastura i el cultiu de terres en aquells moments en què la neu i el fred feien impossible realitzar-ho en la mateixa Abellola.
L'economia d'Abellola se sustenta principalment en l'agricultura i ramaderia. Es conrea (en terres que se situen entre els 800 i els 1610 metres d'altitud) blat, ordi, i plantacions tofoneres, de gran qualitat. La ramaderia (alimentada amb pastures naturals) és tota ovina.

## Història
Lamentablement els arxius documentals d'Abellola van ser destruïts durant la  guerra del 36.
La tradició oral considera que els inicis del nucli poblacional es van originar en el lloc on es troba actualment l'ermita de Santa Margarida, que es correspon amb la zona més alta i freda, coneguda amb el nom de "Almansa".
Segons han demostrat les restes arqueològiques trobades a la zona (puntes de llança datades en època ibera), el municipi va haver de tenir un enclavament poblacional des d'època ibera. Més tard amb la romanització de la península Ibèrica, es va erigir una fortalesa coneguda com "La Abexuela", la qual, al voltant del segle xi va ser ocupada pels musulmans, quedant sota el domini de l'Emirat d'Alpont de la família dels Banu Qasi, fins a l'any 1107. A finals del segle xi  El Cid setge la fortalesa, el que va provocar l'elevació d'una torrassa guaita que actualment queda situat a la plaça del poble.
Amb la conquesta de la zona per les tropes cristianes del rei Jaume I d'Aragó, entre 1234 - 1238, l'assentament, constituït per un grup d'habitatges de pedra de gran alçada, va quedar despoblat fins que, entre els segles xv i xvi va començar a instal·lar-s'hi gent desterrada de la població d'Almansa, els quals es van instal·lar a la zona de poblament més primitiu, en la zona de l'actual ermita de Santa Margarita; desplaçant-se poc després a la zona de la vall on ha romàs fins als nostres dies.

## Monuments
Entre els monuments que es poden trobar a Abellola, cal destacar:
- L'església de Sant Agustí. És a la plaça que s'obre al carrer principal. Presenta una torre campanar quadrada.[4] Va ser construït al segle xvii i segueix les pautes de l'estil barroc. Presenta  nau única, amb coberta de volta de canó d'un sol arc, podent-se observar capelles entre els contraforts. Destaca la torre campanar per la planta quadrada i els tres cossos.[6]
- Cisterna. Es tracta d'una construcció amb volta de carreus (sense llaurar) per a la recollida d'aigua de pluja.[4]
- Ermita de Santa Margarida, data del segle xiii i és de fàbrica de pedra de quars.[4] Es va construir per encàrrec del rei Jaume I. Té quatre  crugies, separades per arcs de pedra carreu i maçoneria, podent-se observar l'existència de contraforts exteriors. La porta d'accés és senzilla emmarcada en un arc de mig punt de pedra, i precedit per un atri que es va afegir posteriorment a la construcció original.[6]
- Ermita de la Mare de Déu dels Desemparats.[4][6]
- Casa de maçoneria i sillarejo emblanquinats, situada al carrer frontó, que es creu va haver de ser una vella torrassa name=co/>[6]

## Festes
Celebra les festes els següents dies: 20 de juliol Santa Margarida. En aquesta data se celebra el romiatge a l'ermita de Santa Margarida. Agost 28 Sant Agustí, Patró d'Abellola i data en la qual se celebren les seves festes patronals.